# Natasha Alam
Pour les articles homonymes, voir Alam.
Natalia Shimanchuk, née Natalia Anatolievna Shimanchuk (en russe : Наталья Анатольевна Шиманчук) le 10 mars 1973 à Tachkent en Ouzbékistan, est un modèle, un model Playboy et une actrice plus connue sous le nom de Natasha Alam.

## Biographie
Elle a posé entre autres pour Maximal et Playboy,.

## Filmographie
- 2002 : Pack of Dogs (court métrage) : Hope
- 2002 : Fastlane (série télévisée) : Katiya Federov
- 2003 : Just Shoot Me! (série télévisée) : Hellena
- 2004 : Lost Focus : Anastazia
- 2005 : Les Experts (série télévisée) : Svetlana Melton
- 2005 : NYPD Blue (série télévisée) : Elena
- 2005 : Less Than Perfect (série télévisée) : Daniella
- 2005 : Wanted (série télévisée) : Inez
- 2006 : City. Park City. : l'espion russe
- 2006 : Nip/Tuck (série télévisée) : Analise
- 2006 : Spy Games: A Hunt for the Black Wolf (téléfilm) : Tanya
- 2007 : American Heiress (série télévisée) : la fille alcoolique
- 2007 : Shadow Puppets : Amber
- 2007 : The Unit (série télévisée) : la fille russe
- 2007 : Entourage (série télévisée) : Anika
- 2004-2007 : Amour, Gloire et Beauté (série télévisée) : Ava
- 2008 : In Twilight's Shadow (court métrage) : Carlisle
- 2008 : The Women : Natasha
- 2008 : Mon meilleur ennemi (série télévisée) : la stewardess
- 2009 : War Wolves (téléfilm) : Erika Moore
- 2009 : No Cell Phones Allowed (court métrage) : Julia
- 2009 : The Game (court métrage) : Déborah
- 2010 : Important Things with Demetri Martin (série télévisée) : Natasha
- 2010 : True Blood: Webisodes (mini-série) : Yvetta
- 2010 : Drop Dead Gorgeous : Stella
- 2010 : True Blood (série télévisée) : Yvetta
- 2010 : The Sum of Our Choices (court métrage) : Maria
- 2010 : The Black Belle : Belle Gunness
- 2013 : Body of Proof (série télévisée) : Tatyana
- 2013 : Huff : Laci
- 2013 : NCIS : Los Angeles (série télévisée) : Veronica Pisconov
- 2014 : The Dead Sea : Skipper
- 2015 : An Act of War : Ivana
- 2015 : The Code of Cain : Sara Ogden
- 2015 : Risk for Honor
- 2016 : It's Always Sunny in Philadelphia (série télévisée) : Tatiana
- 2016 : Bring Me the Head of Lance Henriksen : Natasha
- 2015 : Project 12: The Bunker : Irina
- 2016 : The Factory on 5th : Lauren Stone